# Duren (Pagedongan)
Duren is een bestuurslaag in het regentschap Banjarnegara van de provincie Midden-Java, Indonesië. Duren telt 2559 inwoners (volkstelling 2010).